# Andreas Emanuel de Courcelles
Andreas Emanuel de Courcelles, född i Savojen, död 1682 i Uppsala, var en i Sverige verksam italiensk språkmästare.

## Biografi
I februari år 1668 ville konsistoriet vid det nygrundade Lunds universitet utnämna de Courcelles till professor linguarum exoticarum, det vill säga professor i främmande språk, emedan han "talade mycket väl både Italienska, Fransyska och Latin". Detta utnämnande stadfästes emellertid aldrig av Kunglig Majestät, varför de Courcelles istället fick nöja sig med att i januari 1669 på prov utnämnas till universitetets första språkmästare i italienska, franska och latin. "[F]ör sin snelheet skull" omvandlades hans provanställning till en fast tjänst i september samma år.
de Courcelles tid i Lund kantades av ekonomiska problem; lönen betalades ut oregelbundet, och år 1671 hotade han tillsammans med dansmästare Louis de Creaux, universitetets pedeller och flera lägre universitetstjänstemän med att säga upp sig om deras lön inte betalades ut, en förfrågan som vållade konsistoriet mycket huvudbry. Frågan remitterades till slut efter mycken tveksamhet till universitetskansler Gustaf Otto Stenbock, som dock inte vidtog någon åtgärd. 1677 fick de Courcelles fly Lund i samband med Skånska kriget, varefter hans tid vid Lunds universitet var över.
Då de Courcelles var en skicklig språklärare som, enligt ett vitsord från 1677, "kan sin Latin, Italienska ok Fransyska ok Tyska wäl, ok temligh Svenska, haffwer han redan gjort wakra disciplar",  fick han redan 1678 tjänsten som språkmästare i franska vid Uppsala universitet. Här var hans ekonomiska situation lika dålig som i Lund; förutom att hans tjänst var oavlönad betalade hans elever honom dåligt eller inte alls, och flera gånger försökte konkurrerande språklärare stjäla hans redan inte talrika elevskara eller rent av få honom avskedad från posten som språkmästare. Han dog här i djupaste fattigdom år 1682.